# Gintaras Grušas
Gintaras Grušas (né le 23 septembre 1961) est un prélat lituano-américain de l’Église catholique. Il est archevêque de Vilnius, en Lituanie, depuis avril 2013.

## Biographie
Gintaras Grušas est né à Washington aux États-Unis le 23 septembre 1961. Après la Seconde Guerre mondiale, sa mère et sa sœur ont passé 16 ans derrière le Rideau de fer avant de pouvoir rejoindre son père aux États-Unis. Ils faisaient partie des 200 personnes autorisées à quitter l’URSS pour retrouver des membres de leur famille aux États-Unis. La famille a déménagé en Californie et a élevé son fils à Agoura. Il a obtenu une licence de mathématiques et sciences de l’information à l’université de Californie à Los Angeles (UCLA). Il a passé cinq ans comme consultant marketing chez IBM, ce qui, a-t-il dit, lui a permis d’acquérir compétences en gestion dont un pasteur a besoin.
Gintaras Grušas a étudié comme séminariste à l’université franciscaine de Steubenville à Steubenville, Ohio. Par la suite, il a complété sa formation à l’université pontificale Saint-Thomas-d’Aquin (Angelicum) à Rome où il a obtenu un baccalauréat en Théologie sacrée en 1994. 
Après son ordination, il a été nommé secrétaire général de la Conférence épiscopale lituanienne jusqu’en 1997 et de 2001 à 2003, il a été supérieur du séminaire de Vilnius.
Le 2 juillet 2010, le pape Benoît XVI le nomme ordinaire militaire de Lituanie (en), et il a été consacré évêque le 4 septembre par Audrys Juozas Bačkis avec comme co-consécrateurs Sigitas Tamkevičius et Eugenijus Bartulis (lt).
Le 5 avril 2013, le pape François le nomme archevêque de Vilnius pour succéder au cardinal Audrys Juozas Bačkis. Il a été installé le 23 avril 2013.
Le 9 juin 2014, il a été nommé membre de la Congrégation pour le clergé et le 13 juillet 2016 à celle du Secrétariat des communications.
Il a été élu président de la Conférence épiscopale lituanienne le 28 octobre 2014. 
Le 25 septembre 2021, il a été élu président du Conseil des conférences épiscopales d’Europe.

## Succession apostolique
Gintaras Grušas a ordonné les évêques suivants :
- Évêque Darius Trijonis (lt) (2017)